# Mošeja Džuma, Šamahi
Mošeja Džuma v Šamahiju (azerbajdžansko Şamaxı Cümə Məscidi), je mošeja v mestu Šamahi v Azerbajdžanu.

## Zgodovina
Mošeja je bila zgrajena leta 126 po hidžri (743/744 n. št.) iz ligature na fasadi mošeje Džuma, na podlagi geoloških raziskav iz Tiflisa, ki jih je vodil princ Šahgulu Kadžar. V tem času se je na ozemlju Azerbajdžana začela gradnja mošej. Zgodovinski videz starodavnih islamskih arhitekturnih spomenikov je bil povezan z vladavino Arabcev in širjenjem islama na ozemlju Azerbajdžana. Džuma mošeja v Šamahiju velja za prvo mošejo na Kavkazu po stolnici mošeji Džuma v Derbentu, ki je bila zgrajena leta 734.
Datum izgradnje mošeje Džuma je iz obdobja upravljanja kalifatskega vikarja na Kavkazu in v Dagestanu, arabskega poveljnika Maslama ibn Abd-al Melika, brata omajadskega kalifa Valila I. (705-715), ki je Šamahi izbral za rezidenco. V teh letih so arabski guvernerji, ki so krepili stolpe tega starodavnega mesta z bogato kulturno dediščino, začeli graditi nove stavbe na njegovem ozemlju. Arabci so Šamahiju pripisovali velik pomen, kar je razvidno iz velikega arhitekturnega videza mošeje Džuma.

### Rekonstrukcije
Precejšnje rušenje in poškodbe mošeje Džuma med bitkami in potresi so bile razlog za obnovitvene rekonstrukcije stavbe mošeje. Po podatkih Imadeddina Isfahanija - kronista seldžuške dobe, od leta 1123, so se vladarji Širvanšaha zatekli k seldžuškemu sultanu Mahmudu (1118-1131) za obrambo pred napadi Gruzijcev. Kronika pravi, da so takrat v Šamahiju »napadalci porušili mošejo, podrli minaret, plenili po mestu«.
Prva gradnja mošeje Džuma se je začela ob koncu 12. stoletja in je bila povezana s precejšnjo škodo, ki jo je stavba utrpela zaradi delnih vpadov in je bila pogojena s krepitvijo moči Širvanšaha v času vladavine vladarja Manučehra III., ki je zgradil nove stavbe in okrepil mestno obzidje. Zgodovinar-arheolog Džiddi, ki se je opiral na zgodovinske vire in knjige o gradnji, je poročal o vzdevku 'Veliki kagan', kako so imenovali Manučehr II. zaradi njegovih velikih zaslug. Takrat je ugledni perzijski pesnik Kakani, rojen v Šamahiju, zapisal, da je »slava njegovega mesta zasenčila slavo Buhare«. Arheološka izkopavanja leta 1970 na ozemlju mošeje so potrdila velike gradbene in arhitekturne spremembe, ki izvirajo iz tega obdobja. Med arheološkimi izkopavanji so našli veliko medres, koč in grobov.
Druga gradnja mošeje je potekala v 17. stoletju, v času vladavine rodbine Safavidov. Evlija Čelebi - turški znanstvenik-popotnik, ki je leta 1656 obiskal Šamahi, je dejal, da je mošeja Džuma med drugimi največja verska stavba v mestu. V svojem delu  Evlija Čelebi poroča o nekaterih strukturnih spremembah mošeje Džuma v obdobju Safavidov.
Tretjo rekonstrukcijo mošeje je leta 1860 izvedel deželni arhitekt Hadžibababejov po veliki škodi, ki jo je zgradba prizadela v potresu leta 1859. Ta rekonstrukcija je bila narejena na podlagi osnutkov slik ruskega umetnika Grigorija Gagarina.
Četrta obnova se je začela po najmočnejšem potresu leta 1902, ki je porušil in poškodoval številne stavbe Šamahija. Za popolno obnovo mošeje so zbrali donacije dobrodelnikov in ustanovili posebno komisijo. V prvi vrsti je bila obnova mošeje zaupana uglednemu azerbajdžanskemu arhitektu tistega časa - Ziverbeju Ahmadbejovu, rojenemu v mestu Šamahi. Eden od pogojev arhitekta je bila ohranitev zunanjosti mošeje, vendar se komisija s tem ni strinjala, kar je bil razlog za odpustitev arhitekta od nadaljnjih del obnove mošeje. Nadaljevanje del v mošeji je bilo ponujeno arhitektu Józefu Plośku. Variacija projekta, ki jo je predstavil Józef Plośko leta 1909, je omogočila precejšnjo spremembo fasade in zunanjega videza mošeje. Projekt je temeljil na osnovi starejšega načrta in rezultatih nedokončane gradnje, vendar so se na njem pojavili urejeni bočni minareti in odprti balkoni s svetlimi paviljoni, simetrično-osno kompozicijo mošej s parnimi minareti je zaključila velika osrednja kupola. Takšno načrtovanje je bilo prvič uporabljeno v 15. stoletju pri gradnji tabriške šole za arhitekturo in je prevzelo tudi arhitekturne značilnosti ansambla Širvanšahove palače v Bakuju. Gradnja mošeje po projektu Józefa Plośka je bila naložena D. Sadikbejovu, vendar so bili tako pomembni elementi, kot so osrednja kupola, stranski minareti, galerija, portal in osrednja stopniščna ploščad, med delom izbrisani iz projekta zaradi pomanjkanja finančnih sredstev.
Decembra 2009 je bil izdan vladni ukaz o obnovi mošeje Džuma v Šamahiju.

## Oblikovanje in načrtovanje
Kompleks mošeje Džuma, ki se je vedno razlikoval po svoji prostornini in silhueti med kultnimi in civilnimi spomeniki Azerbajdžana zaradi korelacije s prejšnjimi spomeniki islamske arhitekture, ohranja svojo središčno kompozicijo. Edina ohranjena skica je bila narejena leta 1847, ruski arhitekt G. Gagarin iz življenja, ki je na svojih slikah upodobil arhitekturne spomenike in druga mesta Azerbajdžana. Samo te slike dajejo predstavo o zunanjem videzu in notranjem okrasju stare Džuma mošeje. Starodavna notranja načrtovalska organizacija mošeje se je kljub večkratnim prezidavam ohranila do danes. Na slikah G. Gagarina je vidna tridvoranska struktura mošeje, tridelni notranji prostor, pokrit s sredinsko in ne veliko stransko kupolo. Osrednja koničasta kupola, stebri stranskih delov in podolgovata notranjost glavne dvorane ladje naredijo mošejo Džuma podobno mošeji Džuma v Derbentu. Tloris mošeje je pravokoten, velikosti 46 metrov dolžine in 28 metrov širine, mošeja ima veliko molitveno dvorano, razdeljeno na tri ločene kvadratne dele, ki so med seboj povezani z  velikimi odprtinami. Vsak del mošeje ima ločen mihrab in odprtino za vhod. Mošeja se zaradi takšne zasnove imenuje tridvoranska. Takšno načrtovanje spominja na načrtovalsko organizacijo znane mošeje Omajadov v Damasku, ki je bila zgrajena leta 708. Mošeja Džuma iz 8. stoletja v Aghsuju, ki je bila uničena med požarom leta 1918, je bila analogno načrtovana. Pogoste gradnje so omogočile ohranitev prvotnih notranjih obrisov in temeljev mošeje v celoti, čeprav so notranja dekoracija in nekateri detajli zunanje fasade utrpeli določene spremembe. Arheološke raziskave so pokazale, da je tloris stavbe kljub večkratnim prezidavam ostal nespremenjen.
Največ sprememb v arhitekturni strukturi mošeje je bilo narejenih po projektu Józefa Plośka. Arhitekt je svojemu projektu dodal elemente vzhodne arhitekture, pri čemer je prevzel tradicijo islamske arhitekture kot načelo tistega časa. Načrtovalno strukturo mošeje je treba dopolniti z dinamično vsebino in posebno slikovitostjo v interpretaciji Józefa Plośka. Z odstranitvijo stranskih opornikov bogoslužne dvorane je arhitekt poskušal ustvariti najbolj trdno in monumentalno notranjost. Za ustvarjanje enakih velikosti treh dvoran mošeje si je arhitekt s posebno umetniško-plastično izraznostjo zamislil netradicionalno konstrukcijo, katere kovinski ogrodji za širvansko kupolo so bili izdelani v Varšavi. Da bi okrepil pomen kompozicije, je Plośko razvil visoko večokensko ložo, na katero se je naslanjala osrednja kupola. Okoli naj bi bili štirje okrasni minareti. V projektu naj bi bili tudi okrasni okraski, sebka (okenski okvirji z razrezanimi vzorci) in okrasni stebri.